# Kanton Le Pontet
Der Kanton Le Pontet ist ein französischer Wahlkreis im Département Vaucluse in der Region Provence-Alpes-Côte d’Azur. Er entstand 2015 im Rahmen einer landesweiten Neuordnung der Kantone und umfasst fünf Gemeinden, darunter Le Pontet als Hauptort.

## Gemeinden
Der Kanton besteht aus fünf Gemeinden mit insgesamt 39.730 Einwohnern (Stand: 1. Januar 2022) auf einer Gesamtfläche von 47,16 km²:
| Gemeinde                   | Einwohner 1. Januar 2022 | Fläche km² | Dichte Einw./km² | Code INSEE | Postleitzahl |
| -------------------------- | ------------------------ | ---------- | ---------------- | ---------- | ------------ |
| Jonquerettes               | 1.597                    | 2,57       | 621              | 84055      | 84450        |
| Le Pontet                  | 17.985                   | 10,77      | 1.670            | 84092      | 84130        |
| Saint-Saturnin-lès-Avignon | 5.211                    | 6,25       | 834              | 84119      | 84450        |
| Vedène                     | 11.799                   | 11,18      | 1.055            | 84141      | 84270        |
| Velleron                   | 3.138                    | 16,39      | 191              | 84142      | 84740        |
| Kanton Le Pontet           | 39.730                   | 47,16      | 842              | 8414       | –            |